# دراما تعليمية

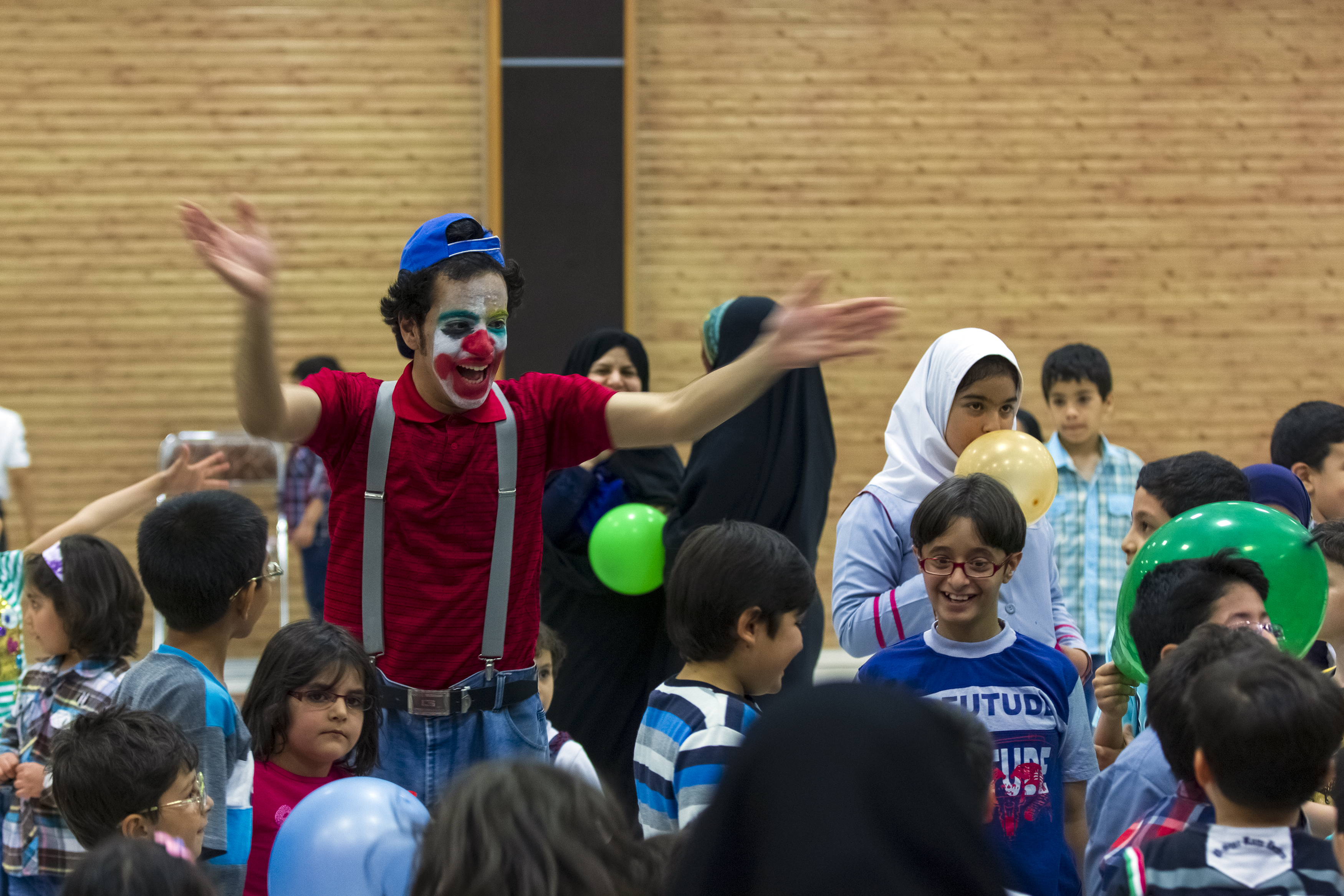
فرقة مسرحية – إيران، 2013

الدراما التعليمية هي أسلوب يستخدم سلسلة من النشاطات التي يقوم بها الأطفال بتوجيه من العلم لتحقيق نتاجات تعليمية محددة محورها النشاط التمثيلي ليتوحد المتعلم من خلاله مع دور معين في موقف معين وبالاعتماد على التعلم من أجل تحقيق هدف تعليمي محدد .

## الأهداف التربوية للدراما التعليمية
إن الدراما التعليمية تجعل الطالب هو أساس ومحور العملية التعليمية حيث يكتشف المعلومات بنفسه، وهذا الأسلوب يجعل التلميذ يقظًا ونشيطًا طوال الوقت التعليمي، فضلاً عن أن الدراما التعليمية تربط الجوانب النظرية بالجوانب العملية . 
وأثبتت الدراسات أن الدراما التعليمية فضلاً عن قبول الأطفال لها أنها : 
1. تنمي القدرة على التعبير عن النفس وحل عقدة اللسان عند الأطفال .
2. تنمي القدرة على حل المشكلات واتخاذ القرارات من خلال مواقف الارتجال والمناقشات ولعب الأدوار .
3. تحفز على التعلم والبحث وتجعل التعليم أكثر متعة .
4. تحث على العمل الجماعي المنظم .
5. تظهر مواهب الأطفال المختلفة .

## عناصر الدراما التعليمية
لابد من التعرف على مكونات الموقف الدرامي التعليمي لتنفيذ المناهج المقررة بأسلوب الدراما وخاصة في صفوف المرحلة الابتدائية الدنيا، وهذا الموقف يتشكل من المكونات الرئيسية التالية : 
1. الموضوع أو الفكرة : لابد للعمل الدرامي من موضوع يختاره المعلم لتحقيق هذف معين يتصل بالمادة التعليمية وقد يكون الموضوع واقعيًا أو مستوى من الخيال ويجب أن يكون الموضوع واضحًا للمعلم والمتعلم .
2. الطالب / لاعب الدور : وهو العنصر الأساسي في الدراما التعليمية ويجب أن يكون شرع في ممارسة دوره في التفاعل مع الآخرين من حوله ليستطيع لعب الأدوار ولابد من التركيز على البعدين الجسمي والنفسي للاعب الدور .
3. النشاط الدرامي : محور النشاط الدرامي هو اللعب، وهو أساس عملية الدراما التعليمية، وهذا اللعب يستثمر طاقة الطفل الجسمية والحركية والعقلية ومن اللعب ما يستخدم فيه الطفل عقله أكثر من جسمه مثل ألعاب المكعبات ومن اللعب ما هو تمثيل واضح مثل تمثيل المواقف .
4. العلم : هو الركيزة الأساسية في اختيار الموضوع وتحديد أهدافه واختيار الأسلوب وتوزيع الأدوار لتحقيق الأهداف المنشودة ويتخلص دور المعلم في التخطيط والتطبيق والحوار والمناقشة والتقويم ومهنة المعلم بالدرجة الأولى هي ترجمة الموضوع إلى أحداث وأفعال لإعطائها بعدًا إنسانيا مجسدًا .

```
مما سبق يمكن القول أنه يمكن توظيف النشاط الدرامي في :
```

1. العمليات الابداعية حيث يكتشف الطفل أشكال التعبير والتركيز على استخدامات اللغة المختلفة .
2. التعرف إلى المفاهيم ذات العلاقة بالمنهاج المدرسي .
3. المشاركة في العرض الدرامي حيث يشارك المعلم في عرض المشاريع الفردية والجمعية التي يقومون بها .

## الأشكال التطبيقية للدراما التعليمية
للدراما التعليمية ثلاثة أشكال تطبيقية هي : 
1. الدراما التعليمية كحصة مستقلة : ويعتمد مضمون الدراما هنا على ما يراه المعلم مناسبًا لأطفاله من أفكار، ويعطي الطفل فرصة للتعرف على مهاراته وحركاته أثناء ممارسته لنشاط داخل غرفة الصف .
2. الدراما التعليمية كجزء من حصة دراسية : تستخدم الدراما هنا في جزء من حصة لتعزيز وإثراء مفهوم معين لتوصيل بعض المفاهيم المتضمنة في الاخراج .
3. المسرحية المدرسية : وفي هذا الشكل يقوم المعلم بتدريب الأطفال على لعب الأدوار ف نص مكتوب بحيث توزع الأدوار على جميع المشاركين .

## خصائص الدراما التعليمية وتطبيقات عليها
يعني تطبيق الدراما التعليمية استخدام الخصائص الدراسية المختلفة كوسائل تعليمية يستخدمها المعلم لتسهيل العملية التربوية لتحقيق الأهداف التربوية المخطط لها وفيما يلي أمثلة تطبيقية على بعض خصائص الدراما المختلفة :-
1. الحركة : تهتم الدراما التربوية بالحركة اهتمامًا شديدًا لأن الحركة تعمق وعي الأطفال بقدراتهم الجسدية وتجعلهم قادرين على التعبير عن النفس، مثل لعبة المرآة .
2. الإيقاع : هو اتقان الأصوات مع الحركات وبصورة أخرى هو صوت يتكرر ويعطي نغمًا معينًا في مدة زمنية محددة وتصحبه حركة تناسب الصوت، ومثل لعبة اتبع الإيقاع .
3. الإيماء: هو التعبير عن الأفكار والمشاعر بالحركة وتعابير الوجه فقط، ويستخدم هذا الأسلوب لتوصيل الأفكار والمشاعر إلى الآخرين دون استعمال اللغة المنطوقة، مثل لعبة بدون كلام .
4. لعب الأدوار : هو أن يتقمص الطفل دورًا غير دوره الحقيقي، ويعبر عن هذا الدور باللغة والأسلوب الذي يناسب الدور الذي تقمصه، مثل لعبة المقابلة الصحفية .[1]